# Sepsis pamirensis
Sepsis pamirensis är en tvåvingeart som beskrevs av Günther Enderlein 1934. Sepsis pamirensis ingår i släktet Sepsis och familjen svängflugor. Inga underarter finns listade i Catalogue of Life.